# يونيون دوالا
نادى يونيون دوالا هو أحد أكبر وأقدم الأندية الكاميرونية، وقد ظهر نادى يونيون دوالا على الساحة الأفريقية في السبعينات وأوائل الثمانينات و فاز بدوري ابطال أفريقيا عام 1979 بالإضافة إلى بطولة أفريقيا للأندية أبطال الكأس: عام 1981.